# Javier Moreno Bazán
Javier Moreno Bazán (Jaén, 18 de juliol de 1984) és un ciclista espanyol, professional des del 2006. Actualment corre a l'equip Bahrain-Merida.

## Biografia
Campió d'Espanya en ruta sub-23 el 2005, el 2006 passà al professionalisme de la mà de l'equip Nicolás Mateos. L'any següent fitxà per l'equip Extremadura-Spiuk alhora que guanyava una etapa de la Volta a la Comunitat de Madrid i aconseguia bons resultats a la Clasica a los Puertos (7è), al Gran Premi Miguel Indurain, a la Prova de Villafranca de Ordizia (8è), a la Volta a Burgos (9è) o a la Pujada al Naranco (10è).
El 2008 Moreno fitxà per l'equip continental professional Andalucía-Cajasur. Sisè a la Clàssica a los Puertos i novè a la Pujada al Naranco, va participar per primera vegada a la Volta a Espanya, finalitzant en 21a posició. El maig de 2009 acabà tercer a la Volta a Astúries, però poc després es trenca l'húmer en la Volta a Catalunya, havent de posar fi a la temporada. · . De nou en competició el 2010 acaba cinquè a la Klasika Primavera i sisè a la Volta a Castella i Lleó.
El 2011 passà al Caja Rural, aconseguint la seva victòria més important fins aquell moment en guanyar la Volta a Astúries. També acabà segon a la Volta a la Comunitat de Madrid.
La bona temporada li serví per fitxar per l'equip Movistar Team el 2012, aconseguint la victòria a la Volta a Castella i Lleó.

## Palmarès
- 2005
  -  Campió d'Espanya sub-23 en ruta
  - Vencedor d'una etapa de la Volta a Tenerife
- 2007
  - Vencedor d'una etapa de la Volta a la Comunitat de Madrid
- 2011
  - 1r a la Volta a Astúries i vencedor d'una etapa
- 2012
  - 1r a la Volta a Castella i Lleó
- 2013
  - Vencedor de la classificació de la muntanya al Tour Down Under
  - 1r a la Volta a la Comunitat de Madrid
  - Vencedor d'una etapa de la Volta a Astúries
- 2015
  - Vencedor d'una etapa a la Volta a Andalusia
- 2018
  - 1r al Sharjah International Cycling Tour
  - Vencedor d'una etapa al Tour de l'Ain

### Resultats a la Volta a Espanya
- 2008. 21è de la classificació general
- 2010. 53è de la classificació general
- 2012. 66è de la classificació general
- 2013. 76è de la classificació general
- 2014. 90è de la classificació general
- 2015. 80è de la classificació general
- 2017. Abandona (2a etapa)

### Resultats al Giro d'Itàlia
- 2016. Abandona (7a etapa)
- 2017. Exclòs (4a etapa)

### Resultats al Tour de França
- 2017. 119è de la classificació general